# 李青萍 (1911年)
參數所指定的目標頁面不存在，建議更正成存在頁面或直接建立下列一個頁面（建立前請先搜尋是否有合適的存在頁面可以取代）：
- 李青萍 Li Qingping

李青萍（1911年11月16日—2004年1月29日）Li Qingping, 原名赵毓贞，曾用名李媛，女，湖北荆州人，中华民国及中华人民共和国画家。

## 生平

### 早年生涯
1911年11月16日，生于湖北省江陵县城关镇玄帝宫赵家老宅（今湖北省荆州市荆州区民主街12号），名赵毓贞，字俊初，乳名姑娘、苹儿、青蘋、雪琴、秋萍。父亲是赵敬臣（原名李静沉，1867年冬月廿二日生，1943年卒），母亲是曹庆凤（1971年2月卒）。赵毓贞在兄妹六人中排行第三，其中大哥夭折，二哥赵毓富1927年4月18岁时误喝卤水死亡，大弟赵毓寿，二弟赵毓贵，三弟赵毓才（后更名李先成）。
1919年9月，8岁的赵毓贞进入江陵县女子高等小学学习，同时开始受父亲指导学画水墨花鸟。1925年9月，进入江陵县荆南中学学习。1926年，参加徐向前夫人黄杰组织的江陵县首个妇女协会，任宣传员，散发反封建传单，并号召妇女剪短发、放小脚。1927年5月中旬，参加中国国民党江陵县党部在沙市召开的声讨蒋介石“四·一二反革命政变”群众集会。1927年7月，为摆脱中国国民党川军连长刘云卿逼婚，乘船逃到武汉，投靠在教育厅工作的四叔赵季南，更名李瑗，进入武昌女子职业学校接受妇女职业教育，学习刺绣、美工、音乐。

### 投身美术
1931年9月，在武昌女子职业学校教员的鼓励下，考入武昌艺术专科学校美术教育系，学习中国绘画技法，并首次接触西方油画，她的启蒙老师是戴敏奇。1932年，经武昌艺术专科学校校长唐义精推荐，李媛考入上海新华艺术专科学校图音系。当时，新华艺术专科学校校长是徐朗西，教务长是汪亚尘，总务长是潘伯英。在汪亚尘、吴恒勤、周碧初等教授指导下，艺术方向偏印象派、后印象派及野兽派。在1932年冬季的学生习作展中，她的一幅画作受到徐悲鸿关注，她经汪亚尘教务长的引荐结识了徐悲鸿。1935年毕业前夕，新华艺术专科学校校董及兼职教授徐悲鸿参观了毕业展，在看了李媛的毕业作品《乡韵》后称赞她是“新派女画家”，该作品也获得汪亚尘赞赏。1935年6月毕业。毕业后先后在上海普爱中学、上海闸北区安徽中学任音乐、美术教师。

### 南洋执教
1937年2月，应汪亚尘教务长邀请，李媛回到上海新华艺术专科学校入读西画研究班，同年7月结业。1937年，英属马来联邦（四州府）照会驻上海领事馆，在上海招聘美术、音乐人才，以便为南洋的华侨办学服务。李媛经过推荐获聘为吉隆坡坤成女子中学教师，历任艺术部主任、游艺部副主任。李媛的先祖曾侨居南洋。在该校任职期间，李媛课余时间常领学生写生南洋风光，画风延续了她在新华艺术专科学校时期学习的印象派等风格。她向因反对英国殖民统治而沦为该校清洁工的印度画师沙都那萨学习了泼彩画技法，又从马来亚传统民间工艺巴迪蜡染中获得灵感。
1938年10月，她参加了由陈嘉庚、胡文虎、陈济谋、庄西言、李清泉等华侨领袖组织的“南洋华侨筹赈祖国难民总会”，该总会吉隆坡分会在马来半岛组织抗日筹赈募捐。1939年4月，代表南洋华侨筹赈祖国难民总会吉隆坡分会接待了由夏之秋、陈仁炳率领的武汉合唱团，在华侨中为中国抗日募集资金；她还参与了刘海粟、勒贝尔、司徒乔、杨曼生在马六甲、槟城、暗邦举办的联合巡回画展。1940年11月，徐悲鸿从印度返回马来西亚继续办抗日筹赈义展，她由南洋华侨筹赈祖国难民总会吉隆坡分会指派，负责接待徐悲鸿并筹备徐悲鸿抗日筹赈义展。
1941年5月，徐悲鸿和中华大会堂创办者李孝世、李文安等人讨论决定，出版《李瑗画集》为中国抗日战争筹款，最终决定用她的小名“青蘋”，取名《青萍画集》，她也由此更名“李青萍”；徐悲鸿亲自为该画集挑选作品，撰写序言，题写“艺术第一”四字并为扉页作《青萍女士》素描肖像一幅，侨领陈济谋、教育家姚楚英分别撰写评论与序言。《青萍画集》原计划分为四集出版，1941年秋第一集（油画、水彩）由新加坡《南洋商报》出版，后三集因太平洋战争爆发而未能出版。1941年12月8日太平洋战争爆发。1941年12月12日、13日，在吉隆坡广肇会馆举办李青萍个人画展，徐悲鸿、刘海粟等人出席开幕式，徐悲鸿撰写《介绍李青萍女士画展》，翁占秋撰写《画展宣言》。1941年12月19日，李青萍自吉隆坡乘最后一班火车前往新加坡。

### 返回中国
1942年2月，李青萍随大批归侨经槟城绕道泰国回到中国，遇车祸受伤；后来从泰国乘日本军粮舰于1942年5月10日到达日本占领下的上海，经刘海粟安排住在上海美术专科学校。在上海期间，李青萍分别拜会了新华艺术专科学校校长徐朗西、教务长汪亚尘；在上海大新公司四楼与汪亚尘等人办联展。1942年6月5日，李青萍从上海乘轮船赴日本占领下的武汉，6月12日抵达汉口，当晚回到荆州探望父母。1942年7月19日返回汉口，7月24日在汉口法租界的汉口画廊举办个人展览。1943年，刘海粟对李青萍表示“今之西画引进中国，只有你与我为先驱”。中华民国时期从事西画创作并有成绩的女性有六人，按年龄依次是潘玉良、方君璧、关紫玉、唐蕴玉、丘堤、李青萍、孙多慈。
李青萍与汪精卫妻子陈璧君结识。1943年，李青萍自上海乘轮船于1943年2月5日到达日本长崎。1943年2月6日，乘火车到达东京，自1943年3月起依次在东京、横滨、大阪等城市举办个人画展。1943年5月31日，李青萍经日据朝鲜黄海道抵达日本占领下的北京，6月18日在中央公园新民堂举办个人画展。7月21日，在日本占领下的天津太和公园公会堂举办个人画展。9月中旬，在日本占领下的青岛举办个人画展。9月下旬，在日本占领下的南京举办个人画展。10月10日，在日本占领下的苏州举办个人画展。12月14日，在日本占领下的上海西藏路宁波同乡会四楼大厅举办个人画展。这一系列赴日本及日本占领区展览使她后半生付出了惨重的代价。

### 汉奸嫌疑
1944年3月，《李青萍女士旅行日记》出版。1945年抗日战争胜利，李青萍在上海、无锡、济南、合肥、杭州、扬州等地举办个人画展。1946年，在上海“新生活俱乐部”举办个人画展。1946年9月14日，上海警备司令部以“汉奸嫌疑”逮捕李青萍，11月19日上海高等法院开庭审理。1947年6月17日，上海高等法院宣判“查无实据，宣告无罪”。至此已在上海提篮桥监狱被关押9个月的李青萍获释。但是李青萍当时正举办的展览的画作、衣物及画款却遭没收。
1948年，李青萍在广州为修建中山图书馆筹资举办义展；应《星岛日报》林蔼民、许世英等人邀请，到香港为“中国福利协会香港分会”筹款举办义展；应《香港日报》赖敬初、李君侠、沈惠芙等人邀请，到台湾为修建孙中山像（纪念碑、纪念亭）筹款举办义展。1949年，在重庆拜访郭沫若，并应中国人民解放军第二野战军文工团林超、林军、杨白谋、杨杰等人邀请，为赈济重庆“九二”火灾和庆祝西南解放办义展。
1950年，李青萍在武汉参加由汉口文联张振铎、谢仲文、谢希平、胡汉华、陈一新、宋如海发起的“庆祝五·一国际劳动节联展”。展览还没结束，李青萍便应田汉邀请到北京的中央人民政府文化部艺术改进局与徐悲鸿、梅兰芳、阿甲等人筹办《全国戏曲资料展览》。

### 反右文革
1951年，李青萍在人民美术出版社图片画册编辑室工作。1952年，因拒绝参加“镇反”，被中央人民政府文化部、中央人民政府人事部遣送回乡，因在连云港探视正勘测公路的三弟李先成（赵毓才），而被苏北行署于4月27日押送回湖北省江陵县原籍。1952年5月22日，湖北省公安厅根据华东军政委员会公安部关于李青萍有“重大特务嫌疑”的密令，指令江陵县公安局拘捕李青萍并实行公开管制。同年，江陵县公安局拘捕李青萍，宣布交群众管制三年。
1954年，江陵县公安局提前一年对李青萍解除管制。1954年4月，李青萍到北京要求工作，因在中央人民政府文化部门口阻拦副部长周扬的汽车，被送到北京市公安局审查后交北京市民政局收容。1955年7月，被北京市民政局遣返原籍；江陵县人民委员会将她安排到江陵县文化馆临时工作，由江陵县民政局每月发生活费20元。同年秋，李青萍找江陵县领导要求获得正式工作，遂以“现行破坏”的罪名遭到逮捕和起诉，同年10月3日被江陵县人民法院判处有期徒刑五年。1956年10月4日，江陵县人民法院重新审理，以〔056〕法刑第265号判决：原判不当，特依法撤消，宣告教育释放；随后江陵县人民委员会再度安排她到江陵县文化馆临时工作，仍由江陵县民政局每月发生活费20元。
1958年，李青萍被江陵县文化馆列为“右派”上报中共江陵县委；同年8月15日，江陵县整风反右办公室“整办定字第89号”文件将她“划为极右派分子，实行劳动教养”；同年9月，送到湖北黄石铁山钢厂劳动教养。1960年，转到湖北咸宁羊楼洞、赵里桥茶场继续劳动教养。1961年11月3日，经中共咸宁县委改造极右派分子领导小组批准，摘去极右分子“帽子”，解除劳动教养。1962年1月，自赵李桥茶场回到江陵县城关镇，经别人介绍到荆州师范学校幼儿园当临时保育员。1963年，李青萍失去了保育员工作，此后靠捡破烂、卖棒冰生活，用从垃圾堆里捡来的广告颜料在废布料、马粪纸、练习簿等材料上作画。
1966年文化大革命爆发后，1966年9月江陵县公安局因“红卫兵在她家搜查出公安局对其掌握的特嫌材料五份”，以窃密为由拘留李青萍。1967年5月3日，江陵县公安局经反复审查，因无法定案而将李青萍“教育释放”。此后，李青萍在江陵县城关镇民主街知青瓦楞厂糊纸盒为生。“文革”期间该厂停工后，李青萍重新靠捡破烂、卖棒冰、拾砖渣、做零工生活；因为屡遭批斗，她经常无衣无食，受到铁女寺主持宽量及徒弟蔡宏法救助；她仍坚持用捡来的颜料和废纸作画。1971年2月，母亲曹庆凤去世，安葬在荆州城大北门外太晖村。
1976年，江陵县城关镇民主街居委会念李青萍年老且孤苦伶仃，照顾她到民主街水门汀靠卖自来水的提成为生。她此前创作的作品几乎已被全部抄走或损毁，幸存的极少数小幅作品如《朝圣者》、《并蒂莲花》、《英伦贵妇》、《相逢在南洋》等也因材质差而失去了光彩。

### 平反作画
1979年8月9日，中共江陵县委摘帽领导小组“江改右〔1979〕392号”文：“根据中央〔1978〕55号文件精神，经研究：李青萍不应划为右派分子，予以改正，恢复政治名誉。”仍由江陵县民政局每月发社会救济金20元。她继续用捡来的颜料在废纸、旧衣服、旧床单上作画。
1982年1月25日，江陵县人事局下发《关于李青萍同志复查平反》的通知，江陵县文化馆收回李青萍安置，定为行政22级，享受退休干部待遇。1982年2月16日，江陵县有关部门根据中央文件规定，在民主街为李青萍召开平反大会，当众销毁其档案中的不实之词。因她终身未婚亦无子女，年老体弱，中共江陵县委安排她迁居江陵县社会福利院。此后她开始大量作画。
1984年7月，中共江陵县委任命李青萍为江陵县社会福利院名誉院长，为她安排28平方米单独住所，工资上调为行政20级。1986年5月23日，江陵县文化局根据李青萍本人的意见，在其住地借用江陵县社会福利院会议室举办《归侨女画家李青萍西画展》，中共江陵县委和江陵县人民政府主要领导出席。同月，江陵县文化局副局长黄德泽派人选送她的20多幅作品到湖北省美术家协会请专家鉴赏，获得湖北省美术家协会艺术家、批评家的高度赞赏。1986年7月10日，湖北省美术家协会、湖北省侨务办公室、江陵县文化局、江陵县侨务办公室在武汉琴台联合举办《李青萍画展》，展出52幅纸面粉画作品，引起轰动。1986年8月，为方便李青萍创作，江陵县人民政府将李青萍的住所调整为65平方米，并配专职护理员。1986年10月24日，江陵县人民政府派江陵县文化局副局长黄德泽和江陵县文化馆副馆长皮汉生专程到北京，商定由中华全国归国华侨联合会、中国美术家协会、湖北省江陵县人民政府于1987年11月在中国美术馆联合举办“李青萍画展”。1986年10月底，江陵县再次将李青萍的住所调整为93平方米。1986年11月，经中共江陵县委提名，增补李青萍为江陵县政协常委、副主席，政协湖北省第六届委员；工资上调为行政19级。江陵县人民政府还按月拨专款为李青萍购置绘画材料，李青萍在此期间创作了“南洋风情系列”、“富士山系列”、“故乡风光系列”、“茶园山色系列”、“海洋系列”、“抽象·泼彩系列”的大批作品。
1987年，江陵县公安局彻底平反李青萍1952年被管制、1966年9月被拘留的问题；江陵县人民法院对1955年10月判刑问题依法进行了复议，撤销了1956年10月“宣告教育释放”的判决，对李青萍“宣告无罪”；根据李青萍的胞弟李先成的要求，中共江陵县委将李青萍的侄女一家自云梦县调到江陵县工作。1987年11月，李青萍入住由江陵县人民政府拨专款在江陵县文化馆建的三室一厅宿舍；李青萍还获得了研究馆员职称。1987年9月15日，李青萍加入中国美术家协会。
自1980年代中期起，李青萍创作风格向抽象表现主义转变，1990年代初期更趋明显。1990年10月，李青萍通过国务院侨务办公室向1990年北京亚运会捐赠10幅作品。1992年9月，李青萍为首届荆州楚文化节举办个人画展。1997年6月，为庆祝香港回归，在荆州举办个人画展。1998年，湖北发生特大洪涝灾害，李青萍向武汉市武昌区政协捐赠10幅作品。1999年12月，为庆祝澳门回归，在荆州举办个人画展。同年，武汉出版社出版《中国前辈画家李青萍画集》。
2001年4月，李青萍迁入荆州镇南门大街自己购置的房屋。2001年10月，为修复荆州古建筑“三管笔”，向荆州市人民政府捐赠10幅作品。2001年11月，在南门大街家中滑倒，右腿股骨骨折，自此停止作画。2003年，湖北美术出版社出版画册《李青萍画集》。2003年，李青萍向上海美术馆捐赠了自己最重要的一批画。
2004年1月29日，李青萍在荆州南门大街家中病逝，享年93岁。
2008年2月，上海美术馆举办“青萍残影——李青萍捐赠作品展”。2009年4月，湖北艺术馆、上海美术馆在武汉举办“青萍残影——李青萍艺术展”。2010年6月，李青萍艺术研究会、李青萍美术馆（筹）在杭州举办“抽象艺术先驱李青萍艺术展”。2017年，300多幅李青萍手稿遗作，由其侄女李美壁由武汉携至上海，无偿赠给中华艺术宫。